# Adâncata, Ialomița
Adâncata este satul de reședință al comunei cu același nume din județul Ialomița, Muntenia, România.